# Kapucinski samostan Sintra
Samostan manjših bratov kapucinov, popularno znan kot samostan kapucinov (portugalsko: Convento dos Capuchos), uradno pa Convento da Santa Cruz da Serra de Sintra ("Samostan svetega križa v gorah Sintra"), je zgodovinski samostan, sestavljen iz majhnih četrti in javnih prostorov, ki se nahaja v civilni župniji São Pedro de Penaferrim v občini Sintra na Portugalskem. Njena ustanovitev je bila povezana s portugalskim podkraljem Indije D. João de Castro in njegovo družino, vendar je postala pobožna skupnost samotne duhovščine, ki je še naprej zasedala utesnjene skromne prostore v kompleksu, dokler verski redovi na Portugalskem niso bili ukinjeni. Je del Unescove svetovne dediščine Kulturna krajina Sintre.

## Zgodovina

### 16. stoletje
Samostan je bil ustanovljen leta 1560 in ga je sestavljalo osem menihov, ki so prišli iz samostana Arrábida pod vodstvom D. Álvara de Castra, državnega svetovalca in upravitelja portugalskega kralja Sebastijana. Svetišče je bilo ustanovljeno za čaščenje sv. Križa (Santa Cruz) in je bilo prvotno navdih očeta Álvara de Castra, nekdanjega četrtega podkralja Indije, D. João de Castra (1500–1548).. Po legendi je João de Castro lovil v hribih Sintre in se med lovljenjem jelena znašel izgubljen. Utrujen od iskanja je zaspal ob skali in v sanjah prejel božansko razodetje, naj na tem mestu postavi krščanski tempelj. Samostan je sledil frančiškanskemu redu in je pripadal redu manjših bratov ali kapucinov.
Leta 1564 je iz napisa, najdenega na tem mestu, razvidno, da je papež Pij IV. podelil odpustke, ki je ponudil molitev za krščanske kneze, Cerkev in dušo umrlega Joãa de Castra.
Med letoma 1578 in 1580 je bila po ukazu kardinala Henrika zgrajena kapela sv. Antona, skupaj z obzidjem okoli samostana. Naslednje leto (okoli oktobra) je samostan obiskal španski kralj Filip II., novoustoličeni kralj Portugalske in Španije.
Prvotno skupnost samostana je sestavljalo osem bratov, najbolj znan med njimi pa je bil pater Honório, ki je po knjigi Ogledalo spokornikov, ki jo je sestavil eden od bratov, živel 100 let, čeprav je preživel zadnja tri desetletja življenja v pokori, bivanje v majhni luknji znotraj samostana, ki obstaja še danes. Leta 1596 je pater Honório umrl. Zgodba o Honóriu je navdušila poznejše angleške romantične pesnike, kot sta Robert Southey in Lord Byron (»Globoko v jami je Honorius dolgo živel/V upanju, da bo zaslužil nebesa, tako da je zemljo spremenil v pekel«).

### 17. stoletje
V 17. stoletju je bila dokončana slika/plošča São Pascoal Bailão Vicentea Carducha, medtem ko je bilo leta 1610 ustvarjenih več stenskih poslikav na zunanjosti kapele Senhor Morto. Leta 1650 je bila postavljena oznaka za identifikacijo ceste do samostana.
Oktobra 1654 je portugalski kralj Ivan IV. obiskal samostan in ukazal šerifu iz Cascaisa, naj bratom pošlje šest ducatov rib in suhega mesa ter vse ribe, potrebne za podporo festivala v São Franciscu. Istočasno je D. Luísa de Gusmão naročila moio pšenice in arrobo žit iz letnih žetev. V drugi polovici 17. stoletja je portugalski kralj Peter II. podvojil dar D. Luíse de Gusmão. Do leta 1684 je bila vdova Álvara de Castra (tretjega pokrovitelja samostana), gospa Maria de Noronha, pokopana na vratih samostana (kot je bila takratna tradicija). Podobno kraljevo pokroviteljstvo je v 18. stoletju priznal portugalski kralj Ivan V.; samostanu je ponudil pipo oljčnega olja na leto, pa tudi ploščice azulejo.

### 18. in 19. stoletja
Do leta 1728 je pater António da Piedade opisal samostan kot osamljen »med gostimi polji, visokimi kamni in drevesi, ki v tem zatočišču ustvarjajo gore, ki jih je tako veliko ...«. Prav tako so v samostanu še leta 1787 prebivali verniki.
Med letoma 1830 in 1837 je William Burnett dokončal rezbarijo na stopnicah, ki so vodile do kapele sv. Antona, obdani z nizkim zidom.
Zaradi izumrtja verskih redov na Portugalskem je leta 1834 samostan prevzel drugi grof Penamacorja, D. António de Saldanha Albuquerque e Castro Ribafria (1815–1864), potomec João de Castra. V lasti te generacije je ostal do leta 1873, ko ga je pridobil sir Francis Cook, 1. vikont Monserratski.
Leta 1889 je bil samostan opisan kot »stoji v središču žalostne samote, obdan s suhostjo in bičan z viharji ... ta majhen samostan, odprt v skale in vsebuje ducat celic, v katerih se komaj premikajo sramotni prebivalcev«.

### 20. stoletje
V prvi polovici 20. stoletja je območje pridobila država, čeprav je bilo do sredine tega stoletja malo narejenega. Leta 1949 ga je kupila portugalska država. DGEMN - Direcção Geral dos Edifícios e Monumentos Nacionais (Generalni direktorat za stavbe in nacionalne spomenike) je v 1950-ih začel vrsto javnih projektov za ohranitev mesta: leta 1952 je bila izvedena gradnja strešne kritine kapele, kmečke hiše in latrine; v letih 1954 in 1955 popravila vodovoda in stražnice; leta 1958 popravilo kritine; leta 1961 popravilo strehe kmečke hiše; leta 1963 popravilo kritine in notranjih prostorov; leta 1967 zamenjava dvojih vrat oblečenih v pluto, stropov, cevi ter čiščenje prostorov. Ti projekti so se nadaljevali z Institute Florestal (Gozdarski inštitut) in Direcção-Geral das Florestas (Generalni direktorat za gozdove), ki sta bila odgovorna za ohranjanje, čiščenje in vzdrževanje stavb in zemljišč v letih 1971, 1983–1985 in 1994.
V 1920-ih je podoba sv. Marije Magdalene še vedno obstajala v niši blizu vrat, vendar jo je sčasoma zbrala država in shranila v narodni palači Pena. Veliko kasneje so bile slike sv. Antona in sv. Frančiška, ki so v retablu v cerkvi, in dva kandelabra ukradena z mesta. Zaradi varnosti in degradacije mesta je bilo posestvo leta 1998 zaprto za javnost. Avgusta 1998 je bilo mesto napadeno in oropano več podob in skulptur. Posledica teh dogodkov in nadaljnjega propadanja mesta je bila ustanovitev Associação dos Amigos do Convento dos Capuchos (Združenje prijateljev samostana kapucinov).
Samostan kapucinov je leta 1995 postal del kulturne krajine Sintre na seznamu svetovne dediščine, ki ga je UNESCO uvrstil leta 1995.[6]

### 21. stoletje
1. junija 2001 je bil samostan ponovno odprt za javnost, po strahu pred njegovo degradacijo, pod koncesijo Parques de Sintra Monte da Lua S.A.. Med letoma 2000 in 2001 so bila izvedena javna dela, konzerviranje in restavriranje številnih stavb.
Leta 2011 so znotraj zidov samostana posneli film This Side of Resurrection režiserja Joaquima Sapinha.

## Arhitektura
Minimalističen samostan je bil postavljen v harmoniji z okolico, vsajen v skale in balvane, ki so oblikovali ta del hribovja Sintra. Zaradi pobočij je veliko stavb zgrajenih na pobočjih, vsaka raven pa se uporablja za identifikacijo vzpona in očiščenja duha. Do »dvorane umika«, ki je bolj dvignjena od drugih prostorov, se pride iz prehoda iz »dvorane pokore«. Cerkev je integrirana v kompleks z malo znaki na zunanjosti. Raziskovalci domnevajo, da je na sestavo stavb in prostorov vplivalo število 8 (razvidno v številu celic in stopnic med prostori), ki je simboliziralo neskončnost. Primerljiva metafora obstaja v različnih poteh, ki simbolizirajo dihotomijo med dobrimi in slabimi potmi, ki jih je treba ubrati v duhovni izpolnitvi. Revščina je bila osrednji pojem, ki je vodil gradnjo samostana kapucinov. Celotna zgradba je majhna. Njena okna in vrata so prevlečena s pluto, tradicionalnim portugalskim materialom, pri čemer so zadnja nižja od človekove višine, da povzročijo klečanje. Okras je redek in minimalen. Po obisku samostana leta 1581 je Filip I. Portugalski rekel: »Od vseh mojih kraljestev še posebej cenim dve mesti, El Escorial, ker je tako bogat in samostan Svetega Križa, ker je tako reven.«
Najdišče stoji v podeželskem delu Sintre, vzdolž severovzhodnega pobočja hribovja Sintra, približno 325 metrov nad morsko gladino, na lokaciji, označeni z gosto vegetacijo in poudarjenimi pobočji, v bližini lovišča kralja Ferdinanda II. (Tapada D. Fernando II ). Samostan, obdan s hrastovim gozdom in grmovnimi vrstami dreves, je obzidan v območje skal in izpostavljenih balvanov. Vzdolž stare ceste v Sintri, ki povezuje vas s Colaresom in blizu palače Monserrate, je cesta, ki vodi proti temu verskemu zatočišču, označeno z oznako iz 17. stoletja: CAMINHO PARA O CONVENTO DE SANTA CRUZ DA SERRA, VULGO CAPUCHOS; 1650. Dostop do posesti je omogočen preko portala (v jugovzhodnem kotu mesta) ali preko Terreiro das Cruzes ('Terasa križev'), ograjenim prostorom z nepravilnimi stenami z kalvarijo v jugozahodnem kotu in središčem za obiskovalce. Levo od križa na Terasi križev je glavni vhod ali Pórtico das Fragas ('Portico skal') z dostopno potjo, ki jo sestavljata dva velika balvana, od katerih je eden nadgrajen z zvonikom. Iz obzidanega ograjenega prostora majhne stopnice vodijo v Terreiro do Campanário ('Terasa zvonika'), majhno nepravilno teraso s križem, ki vodi do stavb. Jugovzhodni vhod, ki je dlje od centra za obiskovalce, obsega vrata in pomožno stavbo, ki vodi neposredno do veliko večjega Terreiro do Fonte ('Terasa vodnjaka'). Terasa, imenovana tako zaradi velikega osmerokotnega vodnjaka, je glavni trg v zatočišču, s pogradi v skali okoli njenih robov. Legenda nakazuje, da je kralj Sebastijan ob obisku samostana jedel okoli tega vodnjaka. Na samem vodnjaku so vidni ostanki azulejo ploščic iz 17. stoletja.
Tloris mesta je nepravilen, sestavljen iz različnih prostorov na različnih višinah pobočij, vključenih v lokalno skalo in pečine. Cerkev, vpeta v kompleks, ima vzdolžni tloris z ladjo in prezbiterijem v skali. Njena preprosta fasada, brez okrasja, je neobičajno uporabna, s pomanjkanjem razmetavanja, značilnega za obdobje njene gradnje. Glavni vhod, čez jugovzhodni portal v dvignjeno Terreiro da Fonte, je narejen iz dveh stopnic. Kamnita terasa ima ostanke dveh grobnic, medtem ko je streha prekrita s pluto. V sredinski steni so vrezana naslonjala okrašena s kamenčki in keramičnimi drobci, s školjkasto obokano nišo, okrašeno s keramičnimi drobci. Na stenski plošči, do katere vodijo stopnice na dveh straneh, ki se stekajo na ravno ploščad, sta dva podboja vrat, prekrita s pluto, ki vodita v prostore za romarje. Med njimi je velik lesen križ in popisan zid, uokvirjen s kamenčki in školjkami, s sledovi poslikave križanega meniha. Desna stranska stena je vtisnjena z upodobitvijo Device z otrokom in ustanovitelja samostana, D. Álvara de Castra, na vrhu pa je trikotni pediment, timpanon s Kristusom Pantokratorjem. Na nasprotni steni je preklada nadgrajena s križem iz ruševin, ki ga obdajata dve majhni odprtini, z dostopom do kapele Senhor dos Passos.
Notranjost te kapele je prekrita z enobarvnimi azulejosi (modro-bele ploščice), z zaobljeno nišo na glavni steni, s ploščami, ki prikazujejo prizore Kristusovega bičanja in kronanja s trnjevo krono na nasprotnih straneh. Na obokanem stropu so tudi simboli iz pasijona in zvezde. Na levi steni je relief Device z detetom, ki ga uokvirja baldahin, ki ga držijo angeli. Na desni steni, nad katero stoji križ iz školjk nad lobanjo in prekrižanimi kostmi, je stari vhod za novince (ki je predstavljal prehod med duhovnim in zemeljskim življenjem), ki vodi iz Pátio do Tanque ('dvorišče rezervoarja') čez hodnik z doprsnimi kipi manjših bratov. Na levem zidu, nadgrajenem s križem iz ruševin in školjk ter odlomkov keramike, je epigrafski napis in vrata v cerkev.
Notranjost cerkve sestavlja majhna ladja, pokrita z obokanim stropom in tlakovana s kamnitimi ploščami. Stene kažejo ostanke ometa z nekaj izpostavljenosti skalne stene. Na strani prižnice je uokvirjen napis, nad katerim je klesan kamen grb družine Castro (zaščitniki samostana). Napis se glasi:
D. ALVARO DE CASTRO DO CONS.º DE ESTADO, E VEDOR DA FAZ.ª DEL REY. D. SE / BASTIÃO FVNDOV ESTE CONVENTO POR MANDADO DO VISORY. D. IOAO / DE CASTRO SEV PAY ANNO 1560: O PADROADO HE DOS SVCESSORES DE SVA CASA. / O OLTAR DESTA IGRE.ª HE PRIVELIGIADO TODOS OS DIAS A QVAL QVER SACERDO / TE QVE NELLE CELEBRAR TODAS AS PESSOAS QVE CONTRITAS E CONFESSADAS / OV CÕ PROPOSITO DE SE CONFESSAR, VISITAREM ESTA IGR.ª NA FESTA DA INVE / AÕ. DA S. CRUZ DESDAS PRIMEIRAS VESPORAS ATE O SOL POSTO DO DIA E ROGA / REM A DEOS POLA PAZ ENTRE OS PRINCIPES CHRISTAÕS, EXTIRPAÇÃO DAS HERESIAS EXALTAÇÃO DA. S. MADRE IGR.ª E POLA ALMA DE. D. IOAÕ DE CASTRO GANHAÕ / INDVLG.ª PLEN.ª E REMISSÃO DE SEVS PECCADOS. ESTAS INDVLG.AS CÕCEDEO O PAPA PIO 4º ANNO DE 1564 A INSTÃCIA DO MESMO. D. ALVº DE CASTRO, SENDO EMBAIX.ALI E ROMA. 
"D. Álvaro de Castro iz državnega sveta in državni nadzornik kralja Sebastijana je ustanovil ta samostan po ukazu podkralja João de Castra, njegovega očeta, leta 1560: zavetnika in njegovih naslednikov njegove hiše. Oltar te cerkve ima vsak dan prednost vsak duhovnik, ki v njem obhaja vse skesane in spovedane ljudi ali tiste, ki predlagajo spoved, ki obiskujejo to cerkev na praznik svetega Križa od prvih večernic do sončnega zahoda na dan in molijo k Bogu za mir med krščanskima knezoma, za iztrebljenje krivoverstev, povzdignjenih v sveto mater Cerkev in za dušo João de Castera, da pridobi odpustke in odpuščanje svojih grehov. Te odpustke je leta 1564 podelil papež Pij IV. na zahtevo D. Álvara de Castra, veleposlanika Rima".
Prezbiterij je zaznamovan z ostanki lesene balustrade in prekrit s skalami, ki zakrivajo prostor. Cerkvene stene vključujejo fascijo, napisano na skalah, in konkavni retabel iz marmorja, okronan z venci. Osrednja os obsega tri panele: osrednji panel, vključno s tabernakljem, uokvirjenim s pilastri in obdan z dvema nišama, in stranskima poševnima paneloma, ki imata tudi nišo. Glavni oltar v večbarvni marmorni sprednji strani je oblikovan z organsko kompozicijo. Na strani prižnice je majhno stopnišče v skali z dostopom do kora, ki je sam pokrit s pluto. Prostor osvetljujeta dve majhni okenci, z dvema pogradoma za sedenje, prav tako oblečena v pluto, kjer so bratje sodelovali pri mašah.
Notranjosti depandans so razporejene vzdolž več hodnikov znotraj kompleksa in prelomljeni z majhnimi stopnicami, ki jih tvorijo pobočja, na katerih je bil zgrajen samostan. Mnogi prostori so pokriti s pluto, ki je delovala kot izolator; mnoga vrata in okna so prekrita s pluto, medtem ko je stroga tla sestavljena iz kamnitih plošč. Osebni prostori bratov, skupaj osem, so majhni z majhnimi vhodi in dostopom do glavnega hodnika. Pater António da Piedade je v pisanju leta 1728 celice opisal kot tako majhne, da je nekaj menihov izklesalo dele stene, da bi lahko vanje postavili svoje noge. Refektorij je vključeval veliko ploščo, ki jo je Henrik, portugalski kralj ukazal izvleči iz gora in jo menihi uporabljali kot mizo, ter majhno omaro. Relativno majhen prostor je bil povezan s kuhinjo, s kaminom in dimnikom ter skalnimi pogradi za pulte in v skalo vklesanimi prostori. Casa das Águas ('Hiša vode'), dostopna po zunanjem hodniku do cisterne in izvira, je bila prostor za zbiranje in distribucijo vode v samostan in je vključevala rezervoar za vodo, latrino in pisoar. Poleg tega je kompleks vključeval prostor za začetnike; stara knjižnica s streho, prekrito s pluto; ambulanta; dvorana pokore; dve celici, prekriti z lesom; prostor za samoto/umik (na najvišji točki v kompleksu); in krožno Casa do Capítulo, katere dostopna vrata in stene so okrašene s pluto, ki jih prekinja niša.
Casa do Capítulo stoji pred osmerokotnim Patio do Tanque in kapelo sv. Antona (ali Senhor do Horto), pravokotno enoladijsko kapelo, pokrito s ploščicami, s teraso. Ta glavna veranda, usmerjena proti vodnjaku, je dostopna po stopnišču in vključuje poslikano stensko podobo svetega Frančiška Asiškega in svetega Antona. Notranjost je proti obokanemu stropu tlakovana s ploščicami z ostanki stenskih poslikav. Zid, sestavljen iz lažnega retabla, vključuje nišo, vklesano v steno, oblikovano v lok, nad oltarjem, prekritim z azulejo ploščicami. Azulejos vključuje predstavitve dveh angelov, ki držita zvitke, z osrednjim napisom. Kapela Senhor Crucificado (ali 'Kapela Ecce Homo') s pravokotnim tlorisom je prekrita s ploščicami. Njena notranjost je okrašena s freskami, s frizi v enobarvnem azuleju in dvignjeno osrednjo nišo na steni.
V najbolj dvignjenem območju kompleksa je jama Honório de Santa Maria z napisom ob poti, ki pravi: »HIC. HONORIVS. / VITAM. FINIVIT. ET. IDEO. CVM DEO. / VITAM. REVIVIT / OBIIT ANNO / DE 1596«.
Do starih zelenjavnih vrtov, ki so pod Pátio do Tanque, se dostopa iz tega prostora ali glavnega portala, medtem ko več rezervoarjev in vodnih kanalov prečka prostore iz samostana.